# 陽麗中
陽麗中（？年—？年），字號不詳，廣西省臨桂縣人，清朝政治人物。
乾隆三十五年（1770年）庚寅恩科舉人，乾隆五十五年大挑知縣。乾隆五十五年（1790年）署岳池縣知縣，乾隆五十六年署洪雅縣知縣。乾隆五十七年（1792年）任四川鄰水縣知縣。乾隆五十八年署秀山縣知縣。乾隆六十年署冕寧縣知縣。嘉慶九年署任興文縣知縣，操守廉潔